# Jean-Baptiste Louis de Cartier d'Yves
Jean-Baptiste Louis de Cartier d'Yves, né à Marchienne-au-Pont le 26 juillet 1787 et mort à Yves-Gomezée le 14 juillet 1852, est un homme politique belge.

## Biographie
Jean-Baptiste Louis de Cartier d'Yves est le fils de Louis de Cartier, seigneur de Marchienne, et d'Anne Marie Amélie Joseph Philippart. Marié à la fille du maître de forges Perpète de Paul de Barchifontaine puis à celle de Pierre Joseph de Paul de Maibe, il est le grand-père de Léon de Pitteurs de Budingen.

## Fonctions et mandats
- Membre des États provinciaux de Namur
- Membre du Sénat belge : 1831-1839, 1847-1848, 1851-1852
- Bourgmestre d'Yves-Gomezée : 1836-1852

## Sources
- Jean-Luc DE PAEPE en Christiane RAINDORF-GERARD, Le Parlement belge, 1831-1894. Données biographiques, Brussel, Académie royale des sciences, des lettres et des beaux-arts de Belgique, 1996.